# Campo Santo (Argentina)
Campo Santo es una localidad en el departamento General Güemes (provincia de Salta). Se encuentra a 50 km de la ciudad de Salta, capital de la provincia, en el NOA (noroeste de Argentina).
Aquí, en 1760, A. Fernández Cornejo fundó el ingenio San Isidro, primer ingenio azucarero del Virreinato del Perú. En 1812 el General Manuel Belgrano estableció su Cuartel General, mientras se ocupaba de incrementar e instruir a sus tropas a la espera del avance de las fuerzas realistas de Pio Tristán

## Población
Contaba con 5868 habitantes (Indec, 2010), lo que representa un incremento del 20,3 % frente a los 4878 habitantes (Indec, 2001) del censo anterior.

## Personalidades
- José Hugo Medina (1945-2019): futbolista campeón Intercontinental 1968 con Estudiantes de La Plata.[3]
- José Lo Giúdice (1900-1971): músico y pianista.
- Dino Saluzzi (1935-): bandoneonista.[4]
- Ariel Petrocelli (1937-2010): músico y poeta.
- Félix Cuchara Saluzzi (1944-), clarinetista y saxofonista, hermano de Dino.
- Beto Fernán (1946-1980), cantautor de música pop y baladas, guitarrista, cantante tenor, participó en el cuarteto Zupay en 1974.

## Defensa Civil

### Sismicidad
La sismicidad del área de Salta es frecuente y de intensidad baja. Tiene un silencio sísmico de terremotos medios a graves cada 40 años.
- Sismo de 1930: aunque dicha actividad geológica catastrófica, ocurre desde épocas prehistóricas, el terremoto del 24 de diciembre de 1930 (94 años),[6] señaló un hito importante dentro de la historia de eventos sísmicos jujeños, con 6,4 Richter. Pero nada cambió extremando cuidados y/o restringiendo códigos de construcción.[5]
- Sismo de 1948: el 25 de agosto de 1948 (76 años) con 7,0 Richter, el cual destruyó edificaciones y abrió numerosas grietas en inmensas zonas[6][5]
- Sismo de 2010: el 27 de febrero de 2010 (15 años) con 6,1 Richter